# Eddie y Los Grasosos
Eddie y Los Grasosos es una banda mexicana de rockabilly/rock and roll, formada en el 2007, en la Ciudad de México, México. Conforman el grupo de musical español-inglés creado bajo las Influencias de los años '50 y '60 de rock and roll, rockabilly, western, country, blues, twist, balada, surf, doo wop y se fundó en 2008 bajo la dirección de Eddie Wolfman, Alias (Meketrefe). 
Han compartido escenario con: Café Tacuba, Real de Catorce, Los Auténticos Decadentes, Los Hermanos Carrión, Los Teen Tops, Los Locos del Ritmo, Panda, Miranda!, Zoé, Babasónicos, Panteón Rococó, Inspector, entre otras bandas.
Este cuarteto nace para rescatar las raíces del sureste norteamericano, donde la combinación de ritmos como el honky-tonk y el hillbilly con el rhythm&blues, da como resultado el rockabilly, un género inmortal que Eddie y los Grasosos refrescan a través de composiciones propias en español. 
Han tocado en escenarios como el Vive Latino 2012 y 2016, Prucence Fest 2012, Pepsi Center, Revolution Fest, José Cuervo Salón y el Zócalo capitalino, con shows delirantes que funcionan como una máquina del tiempo; un artilugio que te lleva de viaje a la fabulosa década de los 50's, pero con el inigualable y explosivo estilo de los grasosos.
Actualmente cuentan con tres discos de estudio; "Oh! Mi Nena" (2010), "Rockin' Club" (2012) y "Rock Rock! con Eddie & Los Grasosos" (2015).

## Influencias
- Elvis Presley
- The Blue Moon Boys
- Bill Haley & His Comets
- Dion and the Belmonts
- Johnny Burnette
- The Beach Boys
- Danny and the Juniors
- Stray Cats
- Bill Haley
- Carl Perkins
- Buddy Holly
- The Crickets
- Robert Gordon
- Chuck Berry
- Eddie Cochran
- Jerry Lee Lewis
- Little Richard
- Big Bad Voodoo Daddy
- Cliff Richard
- Paul Anka
- Roy Orbison
- Jackie Wilson
- Ritchie Valens
- Los Locos del Ritmo
- René Ferrer y Los Blue Caps
- Los Teen Tops

## Integrantes

### Formación actual
- Eddie Wolfman (voz y guitarra acústica).
- Chavs (batería y coros).
- Ace (contrabajo, bajo y coros).
- Le Pichonē (guitarra principal y coros)

## Discografía

### Álbumes de estudio
- 2010: "Oh! Mi Nena"
- 2012: "Rockin' Club"
- 2015: "Rock Rock!"
- 2021: "Descontrolados"